# Erietschka
Die Erietschka (russisch Эриечка) ist ein 262 km langer rechter Nebenfluss des Kotui im nördlichen Mittel-Sibirien, im ehemaligen Autonomen Kreis Taimyr und in der heutigen russischen Region Krasnojarsk.

## Verlauf
Die Erietschka entspringt auf dem Anabarplateau, Teil des Mittelsibirischen Berglands, auf einer Höhe von etwa 350 m. Sie durchquert eine unbewohnte Tundralandschaft des Hochlands. Die Erietschka fließt anfangs in Richtung Nordnordwest. Bei Flusskilometer 138 trifft die „Afanasjewskaja Protoka“ von Osten kommend auf die Erietschka. Erstere durchfließt eine 32 km lange Niederung, die zwischen dem Oberlauf des Fomitsch und der Erietschka verläuft. Die Erietschka wendet sich im Anschluss scharf in Richtung Westsüdwest und mündet schließlich auf einer Höhe von etwa 78 m in den Kotui, 102 km oberhalb dessen Vereinigung mit der Cheta zur Chatanga. Die Erietschka entwässert ein 7250 km² großes Gebiet.